# Товака середня
Товака середня (Chamaeza turdina) — вид горобцеподібних птахів родини мурахоловових (Formicariidae).

## Поширення
Вид поширений на північному заході Південній Америці. Трапляється на Прибережному хребті на півночі Венесуели та в колумбійські Андах.

## Опис
Птах завдовжки 19 см. Тіло міцне з короткими закругленими крилами, довгими і сильними ніжками та коротким квадратним хвостом. Верхня частина тіла коричневого забарвлення з рудим відтінком. Брови, щоки, горло білого кольору. Також білим є нижня частина хвоста. Груди, боки та черево строкаті, білі з темно-коричневим. Дзьоб чорнуватого кольору.

## Спосіб життя
Мешкає у вологих лісах з густим підліском. Трапляється поодинці або парами. Більшу частину дня проводить на землі, шукаючи поживу, рухаючись досить повільно і обережно, готовий сховатися в гущавині підліску за найменшої небезпеки. Живиться комахами та іншими дрібними безхребетними. Моногамні птахи. Сезон розмноження триває з травня по серпень. Обидві статі співпрацюють на різних етапах репродукції, при цьому самець охороняє і годує самицю, яка займається будівництвом гнізда та насиджуванням, і обидва партнери займаються годуванням та доглядом за пташенятами до їх незалежності.